# Гуэль, Эусеби
Граф Эусеби Гуэль-и-Басигалупи (кат. Eusebi Güell i Bacigalupi; 15 декабря 1846, Барселона — 8 июля 1918, там же) — каталонский промышленник, меценат и политик.

## Биография
Эусеби Гуэль, сын промышленника Жоана Гуэля-и-Феррера (кат. Joan Güell i Ferrer) и генуэзской дворянки Франсиски Басигалупи (кат. Francisca Bacigalupi), известен преимущественно благодаря его поддержке знаменитого архитектора Антонио Гауди. Многие работы Гауди носят имя заказчика и частью включены в Список Всемирного наследия ЮНЕСКО.
Отец Эусеби — успешный предприниматель и промышленник, заложивший основы своего богатства на Кубе. Эусеби, изучавший право и экономику в Барселоне, Франции и Англии, успешно продолжил предпринимательскую деятельность в Барселоне, участвуя в индустриализации родного региона конца XIX века и конкретно в развитии текстильной отрасли. Успех Гуэлю также принесли сделки с недвижимостью: ему удалось приобрести крупный земельный участок, быстро выросший в цене в процессе развития города.
Образованный и скромный человек, Гуэль также способствовал развитию искусства и продвигал социальные проекты. Для работников своих текстильных предприятий в пригороде Барселоны Гуэль построил жилой комплекс — колонию Гуэля.
В 1875 году Гуэль стал членом городского совета Барселоны, а в 1878 году — депутатом и сенатором законодательного собрания провинции Каталония. За заслуги был удостоен королём Альфонсо XIII дворянского звания.

## Гуэль и Гауди
Гуэль обратил внимание на Гауди на Всемирной выставке 1878 года в Париже. В дальнейшем их связывала крепкая дружба на протяжении всей жизни. Оба отличались глубокой религиозностью, Гуэль ввёл Гауди в высшие слои городского общества и помог ему получить несколько заказов, несмотря на то, что общественность на тот момент относилась к творчеству Гауди с изрядной долей скепсиса.
В 1884 году Гауди получил первый заказ на возведение павильонов и входного портала для усадьбы Гуэля в Барселоне.
В 1898 году Гуэль поручил Гауди строительство церкви для своего рабочего посёлка, колонии Гуэля под Барселоной. После долгого периода проектирования и затянувшихся технических проблем церковь осталась незавершённой: были возведены лишь крипта и портик.
В 1900 году Гауди приступил к созданию парка Гуэля. Изначально на этом месте планировалось создать садовый городок высокого класса, но проект не удалось реализовать в полном масштабе из-за отсутствия интереса к виллам. В настоящее время парк Гуэля — самый известный парк города, привлекающий туристов со всего мира.